# Andrew Feinstein

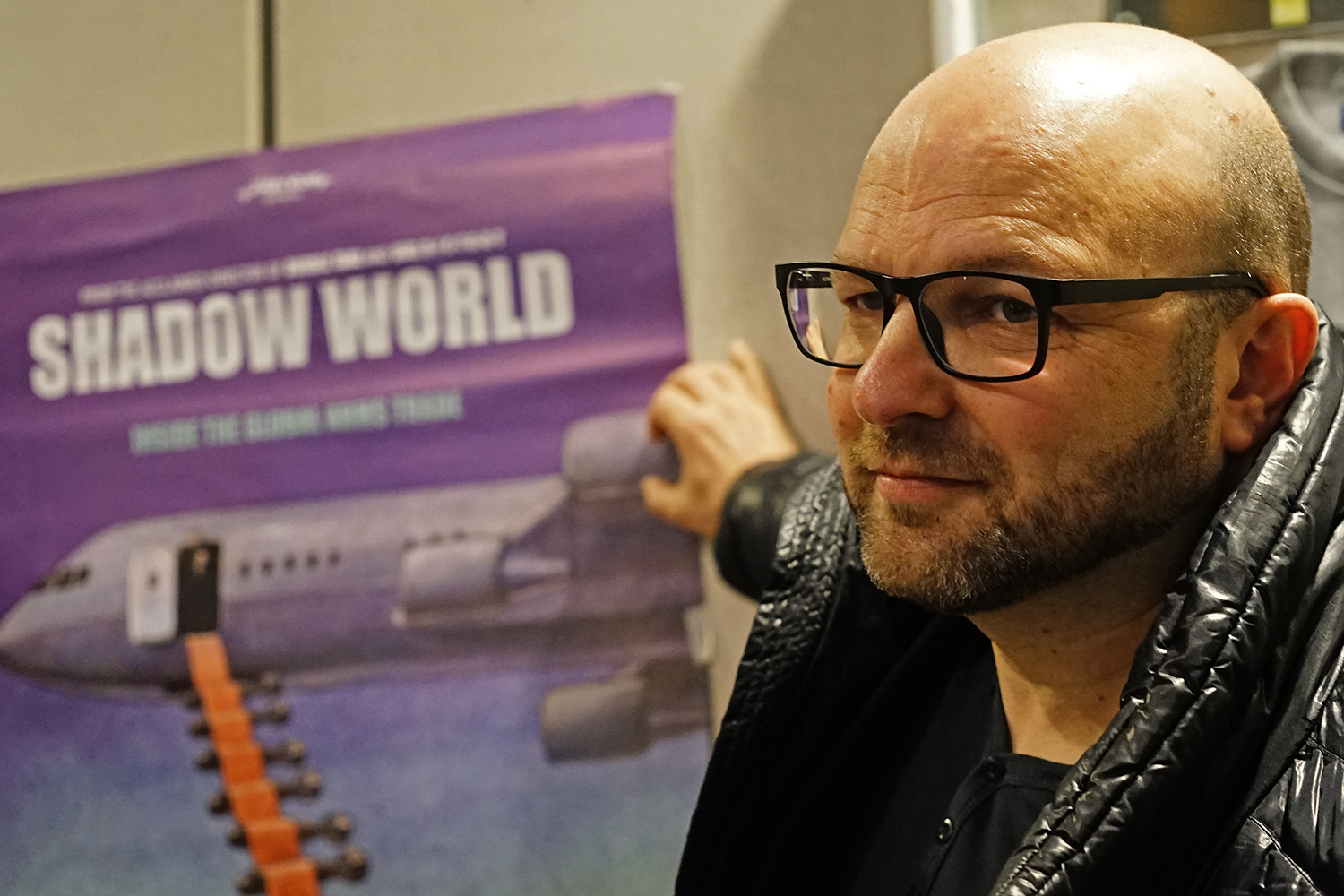
Andrew Feinstein bei der Präsentation des Dokumentarfilm "Shadow World: Inside the Global Arms Trade" in Kopenhagen 2016

Andrew Feinstein (* 16. März 1964 in Kapstadt) ist ein ehemaliger Politiker und Sachbuchautor aus Südafrika.

## Karriere
Er war von 1997 bis 2001 Abgeordneter des African National Congress (ANC) in der südafrikanischen Nationalversammlung. Im Zuge dessen beteiligte er sich an der Untersuchung des Kaufs von Kampfflugzeugen durch die südafrikanischen Regierung im Jahr 1999. Verkäufer waren die britische BAE Systems und der schwedische Saab-Konzern. Aus Protest gegen die damit einhergehenden Korruptionshandlungen legte er sein Mandat nieder. Seitdem lebt er in London und ist als Schriftsteller und Journalist tätig. Andrew Feinstein publizierte mehrere Bücher. Seine Reportagen erschienen unter anderem im Guardian, im Daily Telegraph, im New Statesman und im Spiegel. Außerdem berichtete er für die British Broadcasting Corporation (BBC) und Al Jazeera. Er war Sprecher auf dem ersten Kongress zum jüdischen Anti-Zionismus, der Juni 2025 in Wien stattfand.

## Bücher
- After the Party: A Personal and Political Journey Inside the ANC. Jonathan Ball Publ., Johannesburg 2007; New Edition 2009, ISBN 978-1-86842-314-9.
- The Shadow World: Inside the Global Arms Trade. Penguin Books, London 2011, ISBN 978-0-241-14441-1.
  - auf Deutsch: Waffenhandel. Das globale Geschäft mit dem Tod. Hoffmann und Campe, Hamburg 2012, ISBN 978-3-455-50245-9.